# 1189
1189 (MCLXXXIX) fue un año común comenzado en domingo del calendario juliano.

## Acontecimientos
- Fundación del Monasterio de las Huelgas de Burgos por Alfonso VIII de Castilla.
- Fundación del Clan Date por Isa Tomomune.
- En Derecho de Inglaterra, en específico al inicio del reinado de Ricardo I, se considera la fecha final de los tiempos inmemoriales.

## Nacimientos
- 29 de noviembre: Fernando de Castilla (1189-1211), infante castellano.

## Fallecimientos
- 15 de junio: Minamoto no Yoshitsune, samurái y general del clan Minamoto de Japón (n. 1159).
- 6 de julio - Enrique II, rey inglés entre 1154 y 1189 (n. 1133).
- 11 de noviembre - Guillermo II, rey siciliano entre 1166 y 1189 (n. 1153).